# Guillermo Fermor
Guillermo Fermor, William Fermor, Wilhelm von Fermor o Villim Villimovich Fermor fue un oficial del Ejército Imperial ruso conocido por comandar el ejército de su país en la Batalla de Zorndorf durante la guerra de los Siete Años.

## Primeros años
Fermor nació en 1702 en Pskov (en alemán: Pleskau), Rusia, de una familia de orígenes escoceses y alemanes del Báltico protestantes. Se alistó en el ejército ruso en 1720 y se distinguió en el asedio de Danzig durante la guerra de la sucesión polaca. Más tarde luchó contra el imperio otomano y los finlandeses. Solía confraternizar con otros alemanes al servicio de Rusia, lo que le granjeó la antipatía de los oficiales de origen ruso. Era un protegido de Burkhard Christoph von Münnich.

## Guerra de los Siete Años

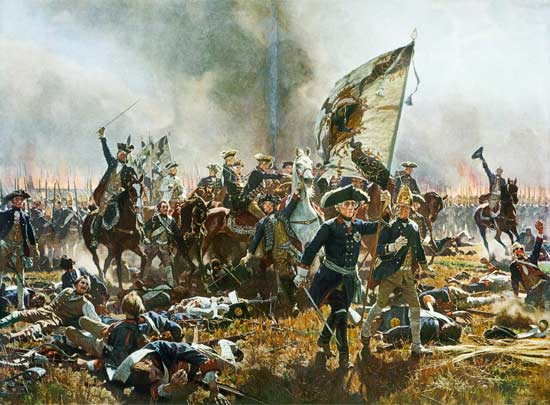
Batalla de Zorndorf, 1758.

En 1757 Fermor dirigió una fuerza rusa que capturó Memel en Prusia Oriental y estugo presente en la batalla de Gross-Jägersdorf.
En 1758 fue puesto al mando del contingente que llevaba a cabo la invasión de Prusia durante la guerra de los Siete Años. Reemplazaba a Stepan Fedorovich Apraksin, caído en desgracia ante la emperatriz Isabel. Fermor se señaló por un radical giro a las políticas de ocupación de su predecesor en Prusia Oriental, denunciando la anterior línea dura e incluso emitiendo disculpas oficiales.
El 25 de agosto de 1758 lideró a su ejército contra Federico el Grande en la Batalla de Zorndorf. La batalla causó grandes bajas a ambos bandos, tras lo que Fermor se retiró hacia el este. Fue más tarde relevado y subordinado a Pyotr Saltykov en 1759.
En 1760 estuvo al mando de las fuerzas rusas en la incursión sobre Berlín, en la que rusos y austríacos lograron brevemente ocupar la capital prusiana antes de verse obligados a retirarse.

## Últimos años
Tras el golpe que llevó a Catalina II al trono fue nombrado Gobernador  de Smolensk. Murió en 1771.